# 杨卫
杨卫（1954年2月—），男，北京人，中华人民共和国固体力学专家，教授，中国科学院院士，世界科学院院士。曾任浙江大学校长，国家自然科学基金委员会主任、党组书记。第十一、十二届全国人大代表，第十三届全国政协委员。

## 生平
1954年2月生于北京。1976年5月加入中国共产党。1969年1月至1973年8月在陕西省延川县冯家坪公社聂家坪大队插队。1973年9月至1976年12月于西北工业大学材料与热加工系锻压专业本科学习。1976年12月至1978年5月在江西省上饶地区景波机械厂担任工艺员。
1978年5月至2004年8月先后在清华大学机械工程系、工程力学系任教。1981年获清华大学工程力学系工学硕士。1984年获美国布朗大学工学院博士学位。1989年12月晋升教授。1997年至2004年任清华大学工程力学系主任。1999年至2004年任教育部长江学者特聘教授。2001年6月，中国科学技术协会第六次全国代表大会召开，并选举其出任第六届全国委员会常务委员。2003年入选中国科学院院士。2004年4月至8月担任清华大学航天航空学院常务副院长。2004年至2006年任清华大学校学术委员会主任。2004年9月至2006年7月担任国务院学位委员会办公室主任，教育部学位管理与研究生教育司司长。
2006年8月起担任浙江大学党委常委、校长。2011年11月兼任浙江省科协主席。
2013年2月起担任国家自然科学基金委员会党组书记、主任。
2018年1月，当选第十三届全国政协委员。

## 学术成就
杨卫长期从事宏微观断裂力学、细观与纳米力学、力电耦合失效等领域的研究。出版了一系列论著。其中《细观塑性力学及其应用》和《力电失效学：电致失效, 力电耦合, 区位转换, 质流失稳》为Springer出版社出版。
在断裂力学研究中，得到准三维裂纹尖端场的解析解，证明界面裂纹扩展可能超越下瑞利波，激发了超高速界面断裂的研究。在细观与纳观力学研究中提出细观塑性理论。发展了连续介质力学与分子动力学之间的跨层次算法，并模拟了从裂尖发射的原子点阵位错运行转变为连续介质位错群的现象。
提出准解理断裂理论，解释了裂纹钝化后再出现解理的现象。提出电致断裂的非线性力学机理模型、畴变增韧模型以及畴变电致疲劳模型，可用于计算电场循环的裂纹扩展量，提出电致质流失稳模型。

## 家庭
弟杨凯，美国密歇根州韦恩州立大学工业工程教授，顾问。